# Palata
Pour l’article homonyme, voir Astride Palata.
Palata est une commune italienne de la province de Campobasso, dans la région Molise.

## Administration
| Période                                  | Période | Identité | Étiquette | Qualité |
| ---------------------------------------- | ------- | -------- | --------- | ------- |
|                                          |         |          |           |         |
| Les données manquantes sont à compléter. |         |          |           |         |

### Communes limitrophes
Acquaviva Collecroce, Guardialfiera, Guglionesi, Larino, Montecilfone, Montenero di Bisaccia, Tavenna